# Colin Hardie
Colin Graham Hardie (Edimburgo, 16 febbraio 1906 – Chichester, 17 ottobre 1998) è stato un latinista, italianista e grecista britannico.
Dal 1933 al 1936 fu direttore della British School at Rome. Dal 1936 al 1973 è stato Fellow del Magdalen College di Oxford e tutor di studi classici. Inoltre, nel periodo 1967-1973, è stato Public Orator della Università di Oxford. Era un membro degli Inklings, un gruppo di discussione letteraria informale che includeva artisti del calibro di J. R. R. Tolkien e C. S. Lewis.

## Biografia
Hardie è nato il 16 febbraio 1906 a Edimburgo, in Scozia, terzo figlio di William Ross Hardie e sua moglie Isabella Watt Hardie (nata Stevenson). Suo padre era un Fellow del Balliol College di Oxford, e Professore di studi classici presso l'Università di Edimburgo. Ha studiato alla Edinburgh Academy, una scuola indipendente. Ha poi continuato gli studi al Balliol College, Università di Oxford come Warner Exhibitioner e Honorary Scholar. Consegue i firsts in latino (1926) e greco (1928). Ha vinto quattro premi classici durante i suoi studi universitari: Ireland Scholar e Craven Scholar nel 1925, Hertford Scholar nel 1926 e il Gaisford Prize for Greek Prose nel 1927. Si è laureato con un Bachelor of Arts nel 1928, che è stato promosso a Master of Arts nel 1931.
Hardie sposò Christian Viola Mary Lucas nel 1940. Dall'unione ebbero due figli, Nicholas e Anthony. Si convertì al cattolicesimo nel 1945.
Dopo il suo ritiro nel 1973, Hardie e sua moglie si trasferirono da Oxford a Rackham Cottage, vicino al villaggio di Pulborough, nel Sussex. Morì a Chichester, West Sussex il 17 ottobre 1998.

## Carriera
Dopo la laurea, Hardie è stato nominato per una Junior Research Fellowship al Balliol College di Oxford. Ha ricoperto l'incarico dal 1928 al 1929. Nel 1930, è stato eletto membro e tutor per gli studi classici di quel college. Il 1 febbraio 1933 fu eletto all'unanimità Direttore della British School at Rome. Ha ricoperto questa carica fino al 1936, quando gli successe Ralegh Radford. Ritornò in Inghilterra dall'Italia per diventare Fellow del Magdalen College di Oxford e tutor di studi classici.
Ha preso una pausa dal suo lavoro accademico durante la seconda guerra mondiale. Come molti accademici, ha prestato i suoi servizi presso l'Ufficio della Guerra dal 1941 al 1943. Ha poi continuato a lavorare presso il Dipartimento topografico dell'Ammiragliato, con sede a Oxford, fino alla fine della guerra nel 1945.
Dopo la guerra, è tornato al Magdalen College. Lì insegnò studi classici fino al suo ritiro nel 1973. Il suo lavoro accademico era in gran parte incentrato su Virgilio e Dante. Hardie faceva parte del Socratic Club dove presentava documenti. Per gli ultimi sei anni della sua permanenza all'Università di Oxford, dal 1967 al 1973, è stato oratore pubblico: un ruolo in cui ha agito come la voce dell'università durante le occasioni pubbliche come le visite reali e la presentazione di lauree honoris causa.
Dal 1971 al 1990 è stato Professore Onorario di letteratura antica presso la Royal Academy of Arts.